# Aphanicerca uncinata
Aphanicerca uncinata är en bäcksländeart som beskrevs av Barnard 1934. Aphanicerca uncinata ingår i släktet Aphanicerca och familjen Notonemouridae. Inga underarter finns listade i Catalogue of Life.